# Mount Darwin (Californië)
Mount Darwin is een 4218 meter (13.837 voet) hoge bergtop in de Sierra Nevada in het westen van de Verenigde Staten. De berg heeft een vlakke top en ligt op de grens van Fresno County en Inyo County, beide in de staat Californië.
Mount Darwin werd in 1895 genoemd naar de bekende evolutiebioloog Charles Darwin (1809-1882), toen Theodore S. Solomons en E.C. Bonner, beiden in dienst van de USGS, namen gaven aan een serie bergtoppen, die ze alle naar bekende natuurvorsers noemden. Het omringende gebied wordt de Evolutionary Region genoemd vanwege het grote aantal bergen genoemd naar evolutiebiologen. De berg ligt in het Kings Canyon National Park en in het Inyo National Forest. De eerste beklimming was op 12 augustus 1908 door de Australische geoloog Ernest Clayton Andrews en Willard D. Johnson.